# Strupice-Kolonia
Strupice-Kolonia – kolonia wsi Strupice w Polsce, położona w województwie świętokrzyskim, w powiecie ostrowieckim, w gminie Waśniów.
W latach 1975—1998 kolonia administracyjnie należała do województwa kieleckiego.